# Lega calcistica degli Emirati Arabi Uniti 2005-2006
La UAE Football League 2005-2006 è stata la 31ª edizione della massima competizione nazionale per club degli Emirati Arabi Uniti, la squadra campione in carica è l'Al-Wahda. Al termine della stagione si laurea campione degli Emirati Arabi Uniti l'Al-Ahli che vince il suo quarto titolo nazionale.

## Giocatori stranieri
Ad ogni squadra era concesso registrare un massimo di quattro giocatori stranieri nelle proprie rose per la stagione.
| Squadra       | Giocatore 1             | Giocatore 2        | Giocatore 3          | Giocatore 4             | Ex giocatori                                          |
| ------------- | ----------------------- | ------------------ | -------------------- | ----------------------- | ----------------------------------------------------- |
| Al-Ahli Dubai | Fernando Rodríguez      | Martin Kamburov    | Farhad Majidi        | Juan Martín Parodi      |                                                       |
| Al-Ain        | Fabrício Lopes          | Kelly              | Ibrahim Diaky        | Nenad Jestrović         | Ousman Jallow Said Kharazi Alberto Blanco Luis Tejada |
| Al-Jazira     | Diogo                   | Antonin Koutouan   | Bartholomew Ogbeche  | Mohammed Salem Al-Enazi | Elson Becerra Ibrahim Diaky                           |
| Al-Nasr       | Andrés Guglielminpietro | Valdir Bigode      | Hussein Alaa Hussein | Faysal El Idrissi       |                                                       |
| Al-Shaab      | Adrián Fernández        | Ali Samereh        |                      |                         |                                                       |
| Al-Shabab     | Iman Mobali             | Mehrdad Oladi      | Arcadia Toe          | Miroslav Sovič          | Geraldo Said Idraoui                                  |
| Al-Wahda      | Maurito                 | Branimir Bajić     | Slaviša Mitrović     |                         | Javad Nekounam                                        |
| Al-Wasl       | Husain Salman Makki     | Alexandre Oliveira | Malik Benachour      |                         | Farhad Majidi                                         |
| Baniyas       | Oumar Tchomogo          | Kouadji Dogbé      | Mickaël Dogbé        |                         |                                                       |
| Emirates      |                         |                    |                      |                         |                                                       |
| Dibba Al Hisn |                         |                    |                      |                         |                                                       |
| Sharjah       | Anderson Barbosa        | Javad Nekounam     | Zakaria Aboub        |                         |                                                       |

## Classifica finale
|                                | Pos. | Squadra       | Pt | G  | V  | N | P  | GF | GS | DR  |
| ------------------------------ | ---- | ------------- | -- | -- | -- | - | -- | -- | -- | --- |
|                                | 1.   | Al-Wahda      | 47 | 22 | 15 | 2 | 5  | 64 | 30 | +34 |
| Emirati Arabi Uniti (bandiera) | 2.   | Al-Ahli Dubai | 47 | 22 | 14 | 5 | 3  | 44 | 24 | +20 |
|                                | 3.   | Al-Jazira     | 45 | 22 | 14 | 3 | 5  | 43 | 35 | +8  |
|                                | 4.   | Al-Ain        | 41 | 22 | 13 | 2 | 7  | 42 | 23 | +19 |
|                                | 5.   | Al-Nasr       | 35 | 22 | 11 | 2 | 9  | 50 | 35 | +15 |
|                                | 6.   | Al-Shabab     | 34 | 22 | 10 | 4 | 8  | 40 | 39 | +1  |
|                                | 7.   | Sharjah       | 30 | 22 | 8  | 6 | 8  | 52 | 41 | +11 |
|                                | 8.   | Al-Wasl       | 29 | 22 | 9  | 2 | 11 | 33 | 32 | +1  |
|                                | 9.   | Al-Shaab      | 25 | 22 | 6  | 7 | 9  | 30 | 39 | -9  |
|                                | 10.  | Emirates      | 18 | 22 | 4  | 6 | 12 | 21 | 48 | -27 |
|                                | 11.  | Baniyas       | 13 | 22 | 3  | 4 | 15 | 24 | 56 | -32 |
|                                | 12.  | Dibba Al Hisn | 8  | 22 | 1  | 5 | 16 | 24 | 65 | -41 |

Legenda:

      Ammesse allo spareggio per il titolo

      Ammesse alla fase a gironi della AFC Champions League 2006

      Retrocessa in UAE Division 1 2006-2007

Note:
Tre punti a vittoria, uno a pareggio, zero a sconfitta.
Al Ain ammessa alla fase a gironi della AFC Champions League 2006 come vincitrice della Coppa del Presidente degli Emirati Arabi Uniti 2005-2006.

## Finale per il Titolo
Avendo terminato il campionato con lo stesso punteggio l'Al-Wahda e l'Shabab Al-Ahli si sono scontrati per decidere la squadra vincitrice del campionato.
La sfida si svolta tra le proteste da parte dell'Shabab Al-Ahli a seguito delle accuse di corruzione cadute sull'Al-Wahda, dopo l'ultima partita di campionato vinta contro lo Sharjah: l'Al-Wahda si trovava in svantaggio per 3-1 all'intervallo, per poi vincere la partita 6-3, secondo le accuse l'Al-Wahda avrebbe corrotto 5 giocatori dello Sharjah con una somma pari a 120.000 euro.
| al-'Ayn 26 maggio 2006, ore 20:45 | Al-Wahda | 1 – 4 | Al-Ahli Dubai | Stadio Khalifa bin Zayed |

## Verdetti
- : Shabab Al-Ahli Campione degli Emirati Arabi 2005-2006.
- : Al-Wahda ed Al-Ain qualificate alla AFC Champions League 2006
- Baniyas e Dibba Al Hisn retrocesse in UAE Second Division.